# Phillip Cocu
Phillip John-William Cocu (* 29. Oktober 1970 in Eindhoven) ist ein ehemaliger niederländischer Fußballspieler und heutiger -trainer. Mit der PSV Eindhoven wurde er als Spieler und Trainer siebenmal niederländischer Meister, dreimal Pokalsieger und holte viermal den nationalen Supercup. Als Mittelfeldspieler absolvierte er mit der Nationalmannschaft der Niederlande 101 Länderspiele und wurde mit ihr bei der Weltmeisterschaft 1998 Vierter.

## Spielerkarriere

### Vereine
Phillip Cocu ist gelernter Mittelfeldspieler und begann seine Fußballkarriere 1988 beim niederländischen Erstligisten AZ Alkmaar. Ab 1990 spielte er fünf Jahre für Vitesse Arnheim, bevor er 1995 zur PSV Eindhoven wechselte. 1998 führte es ihn ans Camp Nou zum FC Barcelona unter Louis van Gaal. Nach der Saison 2003/2004 kehrte er nach gescheiterter Vertragsverlängerung mit dem FC Barcelona an seine alte Wirkungsstätte zur PSV Eindhoven zurück, mit dem er in der Saison 2004/05 das Halbfinale der Champions League erreichte. Von 2007 bis 2008 spielte er bei Al-Jazira Club in den Vereinigten Arabischen Emiraten´und beendete danach seine Karriere.

### Nationalmannschaft
Sein Debüt in der niederländischen Nationalmannschaft gab Phillip Cocu am 24. April 1996 bei der 0:1-Niederlage gegen Deutschland. Sein 101. und letztes Länderspiel bestritt er im WM-Achtelfinale 2006 gegen Portugal.

## Trainerkarriere
Von 2008 bis 2012 war Cocu Co-Trainer der niederländischen Elftal unter Bert van Marwijk. Am 17. Februar 2010 erhielt er sein Trainerdiplom. 
Im Mai 2013 unterzeichnete Cocu als Nachfolger von Dick Advocaat einen Vierjahresvertrag als Cheftrainer bei PSV Eindhoven. 2015, 2016 und 2018 gewann er in dieser Funktion jeweils die Meisterschaft der Eredivisie. 
Im Juni 2018 unterzeichnete Cocu als Nachfolger von Aykut Kocaman einen Vertrag als Cheftrainer bei Fenerbahçe Istanbul, wurde jedoch bereits im Oktober wieder entlassen, nachdem die Mannschaft bis ins untere Tabellendrittel abgerutscht war.
Nach mehrmonatiger Beschäftigungslosigkeit folgte der Niederländer zur Saison 2019/20 auf Frank Lampard, der den FC Chelsea übernommen hatte, als Cheftrainer beim englischen Zweitligisten Derby County. Im November 2020 wurde er gemeinsam mit seinem Trainerstab entlassen, nachdem aus den ersten elf Spieltagen der Saison 2020/21 nur ein Sieg gelungen war und das Team mit sechs Punkten auf dem letzten Tabellenplatz stand. Zudem wurde wenige Tage zuvor bekannt, dass der Klub kurz vor einer Übernahme durch ein Konsortium um Mansour bin Zayed Al Nahyan steht.
Von September 2022 bis November 2023 war Cocu Cheftrainer von Vitesse Arnheim. Er trat zurück, nachdem Vitesse mit zwei Siegen aus zwölf Spielen auf dem letzten Tabellenplatz stand. Sein Nachfolger wurde der Interimstrainer Edward Sturing.

## Erfolge

### Als Spieler
PSV Eindhoven
- Niederländischer Meister: 1997, 2005, 2006, 2007
- Niederländischer Pokalsieger: 1996, 2005
- Niederländischer Supercupsieger: 1996, 1997

FC Barcelona
- Spanischer Meister: 1999

al-Jazira
- GCC-Champions-League-Sieger: 2007

### Als Trainer
PSV Eindhoven
- Niederländischer Meister: 2015, 2016, 2018
- Niederländischer Pokalsieger: 2012
- Niederländischer Supercupsieger: 2015, 2016

## Privates
Cocu ist seit Mai 2006 verheiratet und hat drei Kinder.